# Tiefental (Külsheim)
Die Tiefental, auch Tiefentaler Hof und Tiefentalerhof, ist ein Wohnplatz auf der Gemarkung des Külsheimer Stadtteils Hundheim im Main-Tauber-Kreis im fränkisch geprägten Nordosten Baden-Württembergs.

## Geographie

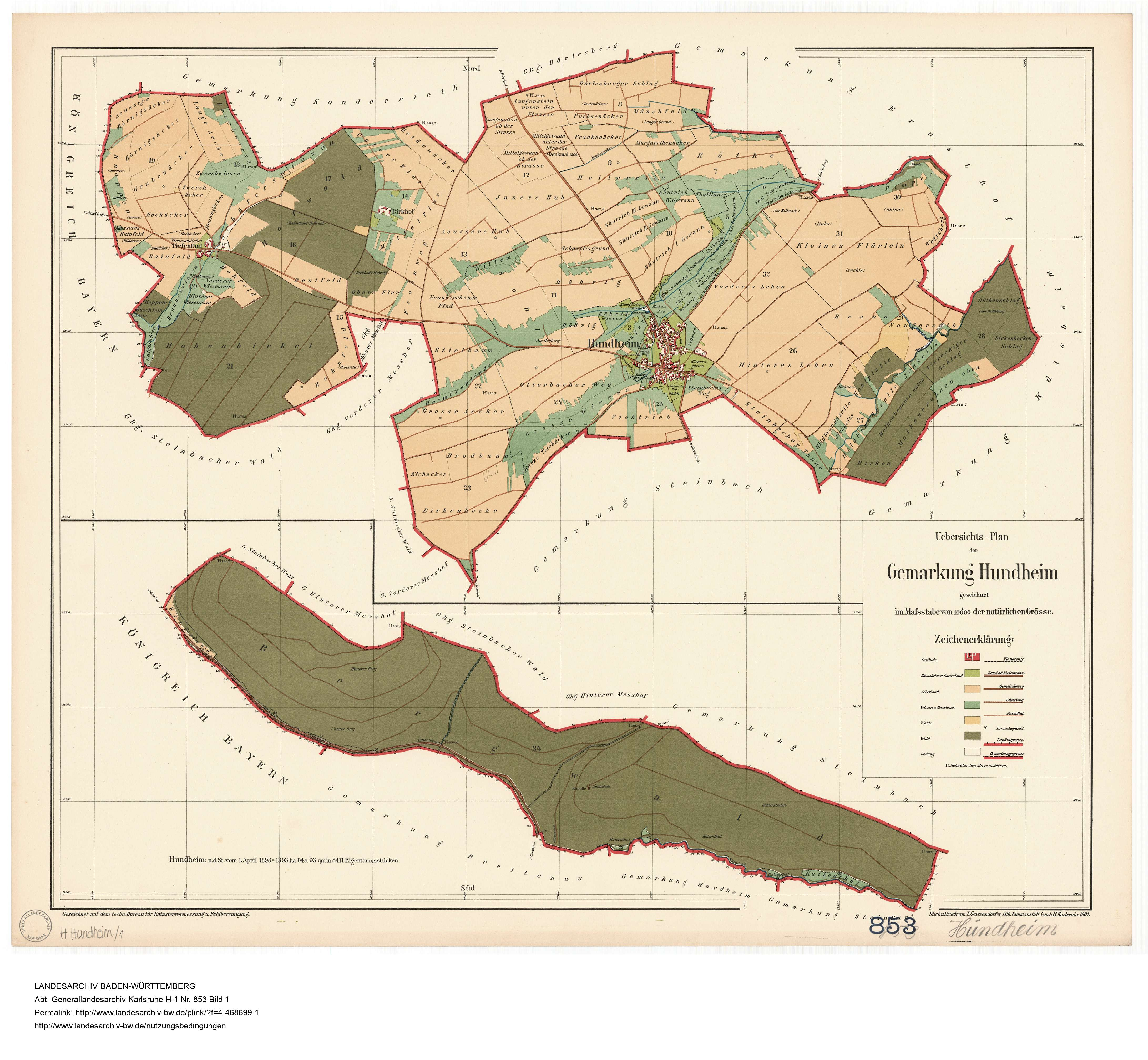
Tiefental auf einer Gemarkungskarte von Hundheim im Jahre 1898

Tiefental befindet sich etwa 2,5 Kilometer westnordwestlich von Hundheim.

## Geschichte
Der Ort wurde im Jahre 1318 erstmals urkundlich als Tiefental erwähnt. 1474 folgte eine weitere urkundliche Erwähnung. Im Jahre 1480 war ein Hof im Besitz der Familie von Riedern. 1493 erwarb das Erzbistum Mainz den Hof der Horneck. Im 17. Jahrhundert wurde ein Ober- und ein Unterhof unterschieden. Der Oberhof war als mainzisches Lehen heimgefallen und der Unterhof an die Rüdt von Collenberg verlehnt, später zur mainzischen Kellerei Miltenberg. Beide Höfe gehörten sowohl im Zehnt als auch in der Pfarrei zu Külsheim.
Die Gemarkung von Tiefental gehört heute zu Hundheim. Am 1. Juli 1971 wurde Hundheim wiederum in die Stadt Külsheim eingemeindet.

## Kleindenkmale
Am Wohnplatz Tiefental befinden sich die folgenden Kleindenkmale:
- Kleindenkmal Nr. 17 (Hundheim): Bildhäuschen. Das holzgeschnitzte Relief Christus als Sämann ist nicht mehr vorhanden. Im Unterteil ist das alte Bild, eine Kreuzigungsgruppe darstellend, eingemauert. Die spätgotische Form weist auf die Zeit vor 1550 hin.
- Kleindenkmal Nr. 18 (Hundheim): Nepomuk-Statue. In Tiefental auf einer Mauer beim Kolbhof steht dieses Nepomukstandbild.
- Kleindenkmal Nr. 19 (Hundheim): Bildstock. Im Hausgarten vor dem Stumpfhof steht diese Muttergottes als Himmelskönigin. Sie steht auf der Mondsichel und hat das Jesuskind auf dem Arm. In der rechten Hand hat sie ein Zepter und auf dem Kopf eine Krone.
- Kleindenkmal Nr. 29 (Hundheim): Gedenktafel. In Tiefental ist am Giebel des Hauses Kolb diese wunderschöne Muttergottes von 1914 zu sehen.

## Verkehr
Der Ort ist über die K 2829 zu erreichen. Am Wohnplatz befindet sich die gleichnamige Straße Tiefentaler Hof.